# Asociación Nacionalista Italiana
La Asociación Nacionalista Italiana (Associazione Nazionalista Italiana, ANI) fue el primer partido nacionalista italiano, fundado en 1910 bajo la influencia de Enrico Corradini y Giovanni Papini. Tras su formación, el ANI apoyó la expulsión de la población austriaca residente de tierras italianas, estando dispuesto incluso a apoyar la guerra con Austria-Hungría con este fin. El partido poseía un ala paramilitar denominada los Camicie Azzurre. El sector más nacionalista y autoritarista de la ANI sería una gran influencia para el Partido Nacional Fascista de Benito Mussolini, formado en 1921 y en el cual la ANI se integró en 1923.

## Ideología
La ideología de la ANI se mantuvo prácticamente indefinida más allá de su nacionalismo, manteniéndose dividida entre los partidarios de diferentes tipos de nacionalismo (autoritario, democrático, moderado y revolucionario).
Enrico Corradini, el portavoz del ANI más conocido, relacionaba el izquierdismo con el nacionalismo al afirmar que Italia era una "nación proletaria", que explotada por el capitalismo internacional la había llevado a ser desfavorecida económicamente en el comercio internacional y a su pueblo dividirse de clases sociales, pero aboganodo por la revolución socialista, afirmaba que la victoria contra estas fuerzas opresoras requeriría de un sentimiento nacionalista italiano fuerte.

"Nosotros somos un pueblo proletario respecto al resto del mundo. El nacionalismo es nuestro socialismo. Esta establecido, el nacionalismo debe fundarse en la verdad de que Italia es moral y materialmente una nación proletaria." Manifiesto de la Asociación Nacionalista Italiana, diciembre de 1910.

"Debemos comenzar por reconocer el hecho de que hay naciones proletarias, así como clases proletarias, es decir, hay países cuyas condiciones de vida están sujetas... a la forma de vida de otras naciones, al igual que las clases lo están. Una vez que seamos conscientes, el nacionalismo debe insistir firmemente en esta verdad: Italia es, material y moralmente, una nación proletaria." Informe al Primer Congreso Nacionalista, Enrico Corradini, Florencia, 3 de diciembre de 1919."

Corradini utiliza ocasionalmente el término "socialismo nacional" para definir su ideología. Aunque este es el mismo término utilizado por el nacionalsocialismo en Alemania no existen evidencias que indiquen que el uso de Corradini del término tuviera ninguna influencia.
En 1914, la ANI comenzó a inclinarse hacia el nacionalismo autoritario, con su apoyo a la creación de un Estado corporativo autoritario, una idea radical creada por el profesor de derecho italiano Alfredo Rocco.
Este Estado corporativo estaría dirigido por una asamblea de la sociedad en lugar de un Parlamento, compuesta de los sindicatos, las organizaciones empresariales y otras organizaciones económicas, y que funcionara dentro de un gobierno fuerte que regulara las relaciones de negocios, mano de obra, la organización de la economía, los conflictos de clase, y que hiciera de Italia un estado industrial que pudiera competir con las potencias imperiales y estableciera su propio imperio.
A pesar de los esfuerzos de Corradini y los nacionalistas de izquierda para que la ANI fuese un movimiento de masas nacionalista con el apoyo de la clase trabajadora, la ANI fue un movimiento derechista y elitista, convirtiéndose probablemente en los tiempos de la Primera Guerra Mundial en el movimiento de derecha autoritaria más sofisticado de Europa. Sus vínculos más efectivos fueron con sectores de las clases altas y con líderes económicos e institucionales.

## Fusión con el Partido Nacional Fascista
Entre los principales líderes de la ANI destinados a convertirse en ministros fascistas, estaban Luigi Federzoni, Costanzo Ciano, Luigi Siciliani y el gran jurista Alfredo Rocco. La absorción de la ANI fue significativa tanto por la forma en que se hizo como por el impacto que tuvo en el Partido Nacional Fascista. También se sentó un precedente para la absorción de otros conservadores en el partido fascista. A corto plazo, los fascistas pudieron eliminar a un fuerte rival por el poder político, pero solo a costa de trasladar clientelas más tradicionales al partido. La participación nacionalista se convirtió para muchos en una garantía de que el régimen no se embarcaría en ningún experimento social y político radical.

## Miembros destacados
- Francesco Coppola
- Enrico Corradini
- Luigi Federzoni
- Roberto Forges Davanzati
- Ezio Maria Gray
- Maurizio Maraviglia
- Giovanni Papini
- Alfredo Rocco